# Julio Mayora
Julio Rubén Mayora Pernia (Maiquetía, 2 de setembro de 1996) é um halterofilista venezuelano, medalhista olímpico.

## Carreira
Mayora conquistou a medalha de bronze nos Jogos Olímpicos de Verão de 2020 em Tóquio, após levantar 346 kg na categoria masculina para pessoas com até 73 kg. Ele participou do Campeonato Mundial de Halterofilismo de 2018, conquistando a medalha de bronze com um levantamento de 322 kg.